# Các công quốc Silesia
Các Công quốc Silesia (tiếng Đức: Herzogtümer in Schlesien; tiếng Ba Lan: Księstwa śląskie; tiếng Séc: Slezská knížectví) là một tổ hợp hơn 20 công quốc của vùng Silesia được hình thành từ thế kỷ XII đến thế kỷ XIV do sự tan rã của Công quốc Silesia, sau đó trở thành một phần của Vương quốc Ba Lan. Năm 1335, các công quốc được nhượng lại cho Vương quốc Bohemia theo Hiệp ước Trentschin. Sau đó cho đến năm 1742, Silesia là một trong những vùng thuộc Lãnh thổ vương quyền Bohemia và nằm trong Đế chế La Mã Thần thánh. Hầu hết Silesia đã bị Vua Phổ sáp nhập theo Hiệp ước Berlin năm 1742. Chỉ có Công quốc Teschen, Công quốc Troppau và Công quốc Nysa vẫn nằm dưới sự kiểm soát của Vương quyền Bohemian và được gọi là Công quốc Thượng và Hạ Silesia cho đến năm 1918.

## Sự tan rã của Silesia thuộc Ba Lan (1138–1335)
Với hy vọng (hão huyền) để ngăn chặn tranh chấp thừa kế, Thân vương Triều đại Piast Bolesław III Wrymouth thông qua di chúc cuối cùng của mình đã chia Ba Lan thành các tỉnh cha truyền con nối được phân chia cho 4 người con trai của ông: Masovia, Kuyavia, Công quốc Đại Ba Lan và Silesia. Bên cạnh đó, Tỉnh Seniorate (Tiểu Ba Lan) với nơi cư trú là Kraków được dành cho người con trưởng, trở thành Công tước tối cao của toàn Ba Lan. Hành động này đã vô tình bắt đầu quá trình được gọi là Sự phân mảnh của Ba Lan.
Con trai của Bolesław là Władysław II đã nhận được Công quốc Silesia và với tư cách là con cả, cũng được phong tước Công tước tối cao cùng với Tỉnh Seniorate. Tuy nhiên, sau khi cố gắng giành quyền kiểm soát toàn bộ Ba Lan, ông đã bị những người em cùng cha khác mẹ của mình cấm đoán và trục xuất vào năm 1146. Con trai thứ hai của Bolesław là Bolesław IV, Công tước xứ Masovia, trở thành Công tước tối cao của Ba Lan. Vào năm 1163, khi ba người con trai của Władysław, được Hoàng đế Frederick I Barbarossa hậu thuẫn trở về Ba Lan, Bolesław IV phải khôi phục lại di sản của họ.
Sau 10 năm cùng cai trị, các con trai của Władysław cuối cùng đã chia cắt Silesia vào năm 1173:
- Bolesław I Cao, người anh cả, đã nhận được lãnh thổ cốt lõi xung quanh các dinh thự của Wrocław, Legnica và Opole. Năm 1180, ông trao Công quốc Opole cho con trai mình là Jarosław, người đã cai trị cho đến khi ông qua đời vào tháng 3 năm 1201. Sau khi Bolesław qua đời vào tháng 12 năm 1201, các vùng đất của ông được thừa kế bởi người con trai duy nhất còn lại của ông là Henry Râu.
- Mieszko I Chân rối trở thành Công tước xứ Racibórz và nhận Bytom và Oświęcim vào năm 1177.
- Konrad Spindleshanks (Konrad Laskonogi), người trẻ nhất, vào năm 1177 cũng tuyên bố quyền của mình và nhận được Công quốc Głogów từ anh trai Bolesław, sau cái chết của Konrad vào khoảng năm 1180/90 lại thừa kế nó.

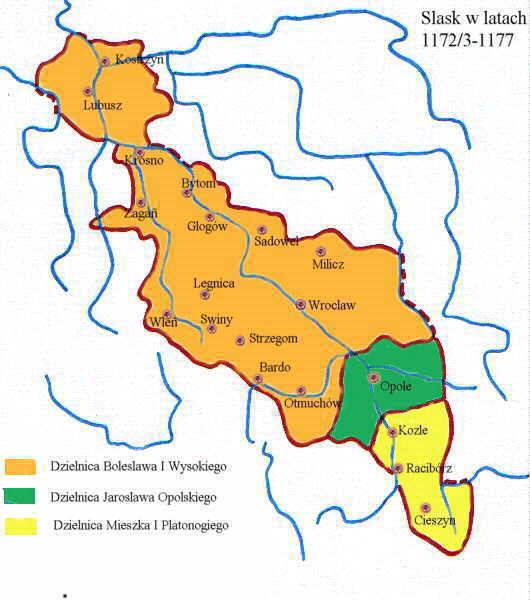
1172/3-1177  Bolesław I  Jarosław  Mieszko I
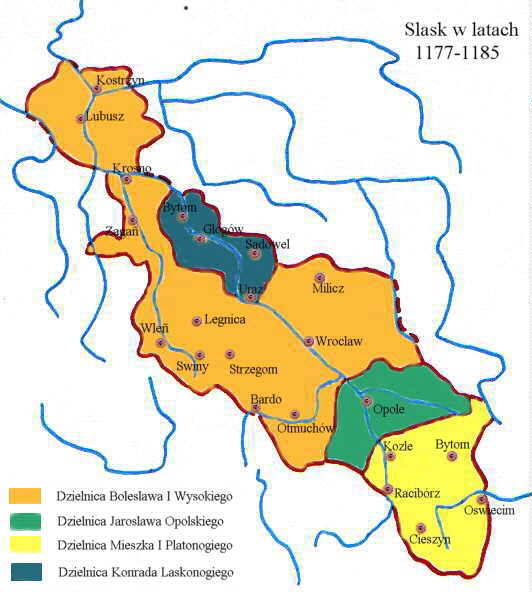
1177-1185  Bolesław I  Jarosław  Mieszko I  Konrad
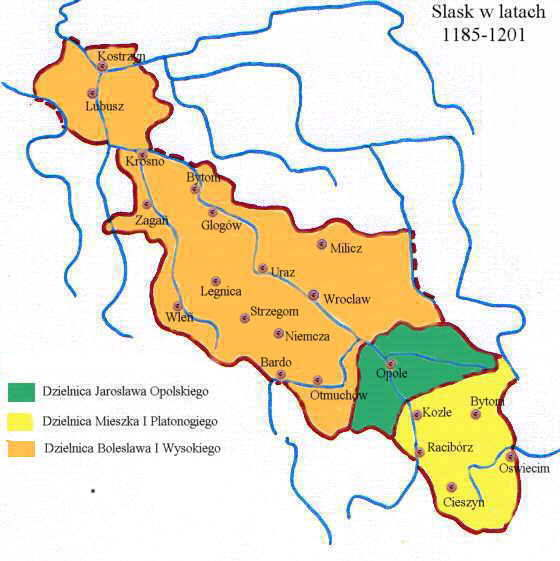
1185-1201  Bolesław I  Jarosław  Mieszko I
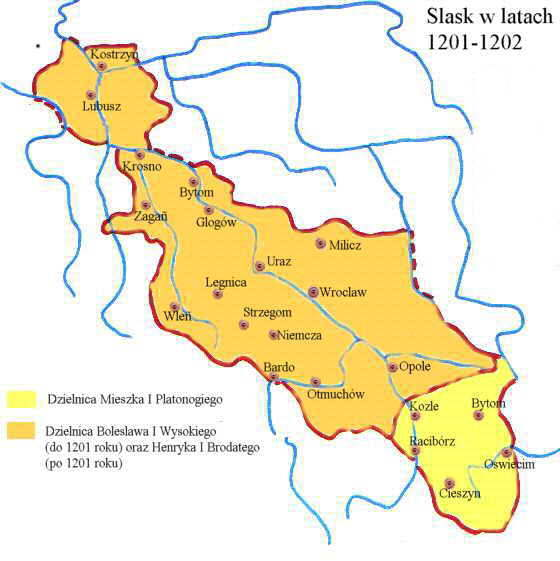
1201-1202  Henry I  Mieszko I

Sau khi anh trai của ông ấy là Bolesław I qua đời, Mieszko I Chân rối cũng đã chinh phục và chiếm lấy Công quốc Opole từ cháu trai của ông ấy là Henry Râu. Ông cai trị các công quốc Racibórz và Opole, nổi lên là Thượng Silesia, cho đến khi ông qua đời vào năm 1211. Henry Râu vẫn giữ chủ quyền của Công quốc Hạ Silesia của người em họ Władysław Odonic, cũng như Đất Lubusz vào năm 1210. Công tước tối cao của Ba Lan từ năm 1232, ông đã chinh phục thêm các lãnh thổ Đại Ba Lan xung quanh Santok vào năm 1234.
Người thừa kế của Mieszko là Công tước Casimir I xứ Opole, qua đời năm 1230. Sau đó, Henry Râu đã thống nhất được toàn bộ Silesia dưới triều đại của mình. Ông được kế vị bởi con trai mình là Henry II Ngoan đạo vào năm 1238, trong khi Thượng Silesia được thừa kế bởi con trai của Casimir là Mieszko II Mập vào năm 1239. Ông và em trai của mình, Vladislaus I xứ Opole, đã nhận được Đại Ba Lan Kalisz  vào năm 1234.
Henry II bị giết trong Trận Legnica năm 1241. Con trai cả và người thừa kế của ông, Công tước Bolesław II Sừng tạm thời trao Đất Lubusz cho em trai ông là Mieszko († 1242). Ông ấy đã hòa giải với người anh em họ Đại Ba Lan của mình là Công tước Przemysł I và cuối cùng đã trả lại Santok vào năm 1247 và vẫn là người cai trị duy nhất của Hạ Silesia cho đến năm 1248.
Mieszko II Mập, của Thượng Silesia, vào năm 1244, đã trao trả Kalisz cho Công tước Przemysł I của Đại Ba Lan. Ông mất năm 1246 và tài sản của ông được thừa kế bởi anh trai Władysław Opolski.

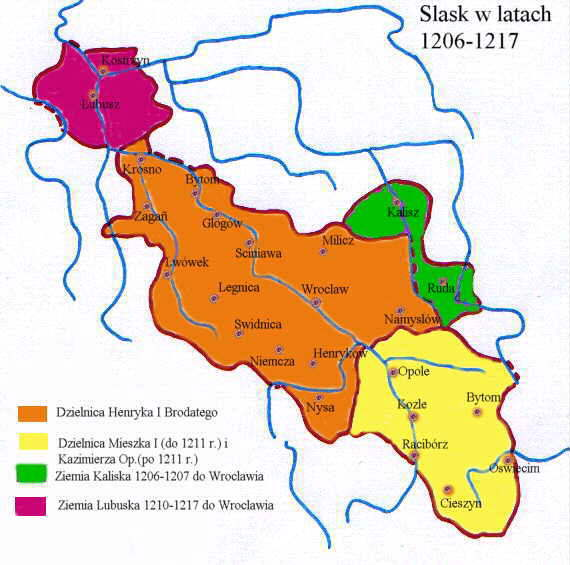
1206-1217  Henry I  Władysław Odonic  Lubusz Land  Mieszko I, 1211: Casimir I
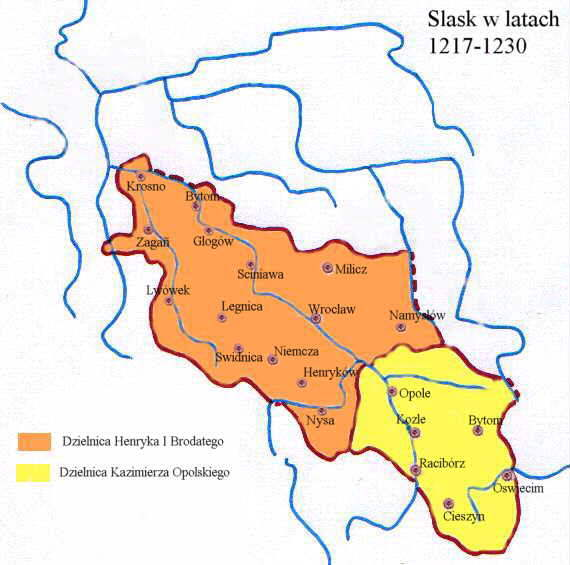
1217-1230  Henry I  Casimir I
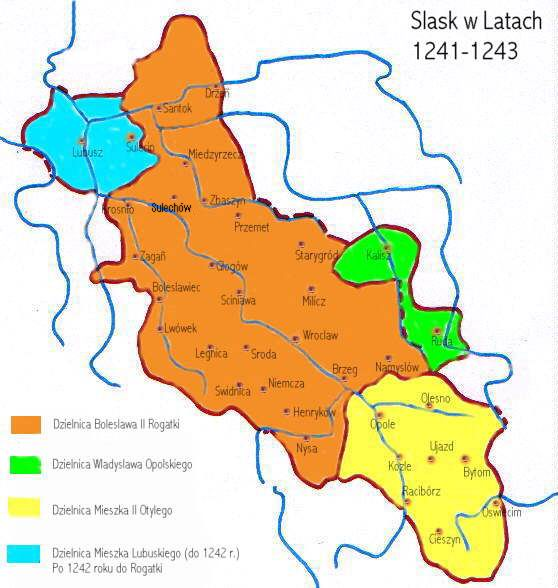
1241-1243  Bolesław II  Mieszko Lubuski  Władysław Opolski  Mieszko II
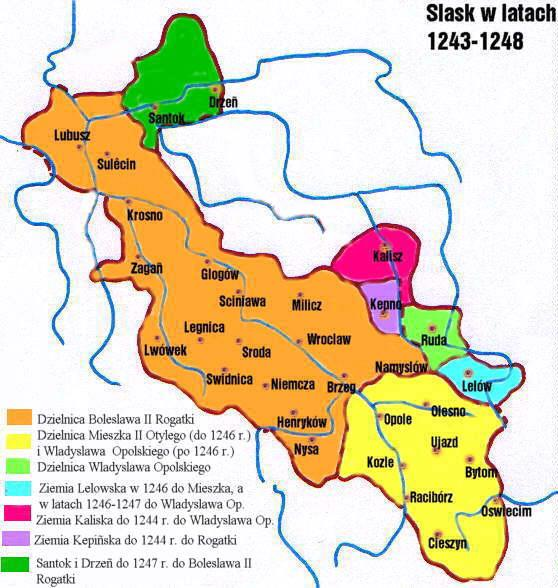
1243-1248  Bolesław II  Władysław Opolski  Mieszko II, 1246: Władysław Opolski  Santok  Kalisz  Kępno  Lelów

## Các công quốc của Vương quyền Bohemia (1335–1918)

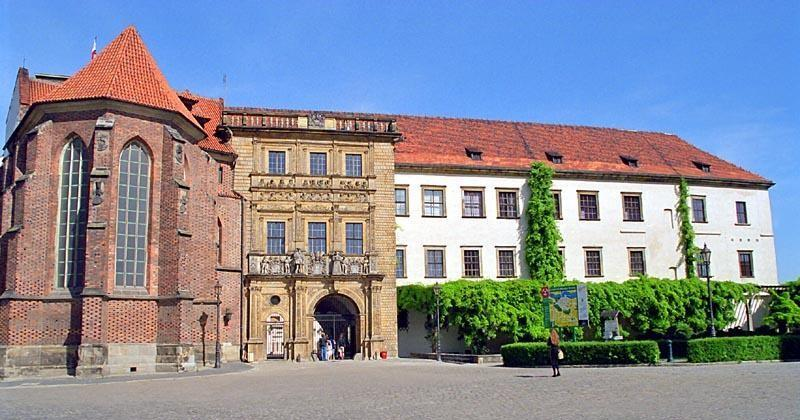
Lâu đài Brzeg, nơi qua đời của vị công tước cuối cùng của Triều đại Piast năm 1675

Năm 1327, Vua Johann của Bohemia bắt đầu chấp nhận lời thề trung thành của các công tước Silesian như một phần yêu sách của ông đối với vương miện Ba Lan. Tại Hiệp ước Trentschin vào ngày 24 tháng 8 năm 1335, người ta đồng ý rằng Johann sẽ từ bỏ yêu sách của mình và đổi lại nhận được quyền thống trị của các công quốc Silesia và khoản thanh toán một lần (20.000 threescores của groschen Praha). Điều này đã được hoàn thiện tại Đại hội Visegrád trong cùng năm, mặc dù một số công quốc do Triều đại Piast cai trị vẫn nằm ngoài quyền thống trị của Bohemian cho đến năm 1392.
Dưới vương triều Bohemia, các công quốc tiếp tục được cai trị bởi các nhánh của triều đại Piast được gọi là Silesia Piast cho đến khi dòng dõi cuối cùng của họ qua đời vào năm 1675. Khi một dòng dõi công tước không còn nữa, công quốc được chuyển giao cho vương quyền và trở thành một nhà nước bá quốc.
Vương quyền Bohemia được trao cho Nhà Habsburg vào năm 1526. Năm 1742, phần lớn Silesia bị Phổ sáp nhập sau Chiến tranh Silesian lần thứ nhất. Điều này đã được xác nhận sau Chiến tranh Silesian lần thứ hai năm 1745 và Chiến tranh Silesian lần thứ ba năm 1763. Sau khi Đế chế La Mã Thần thánh tan rã, Bohemia Silesia vẫn là một phần của Đế quốc Áo và Đế quốc Áo-Hung cho đến khi nó bị giải thể vào năm 1918.

## Danh sách các công quốc Silesia
- Công quốc Bernstadt
- Công quốc Bielsko (Bílské knížectví, Księstwo Bielskie, Herzogtum Bielitz)
- Công quốc Brzeg (Knížectví Břeh, Księstwo Brzeskie, Herzogtum Brieg)
- Công quốc Bytom (Knížectví Bytomské, Księstwo Bytomskie, Herzogtum Beuthen)
- Công quốc Cosel [de] (Koźle)
- Công quốc Crossen [de]
- Công quốc Falkenberg [de]
- Công quốc Freudenthal [de]
- Công quốc Freystadt [de]
- Công quốc Gleiwitz [de]
- Công quốc Głogów (Knížectví Hlohovské, Księstwo Głogowskie, Herzogtum Glogau)
- Công quốc Głogówek và Prudnik (Księstwo głogówiecko-prudnickie, Herzogtum Klein Glogau und Prudnik)
- Công quốc Głubczyce (Knížectví Hlubčice, Księstwo Głubczyckie, Herzogtum Leobschütz)
- Công quốc Haynau [de]
- Công quốc Jawor (Javorské knížectví, Księstwo Jaworskie, Herzogtum Jauer)
- Công quốc Krnov (Krnovské knížectví, Księstwo Karniowskie, Herzogtum Jägerndorf)
- Công quốc Legnica (Lehnické knížectví, Księstwo Legnickie, Herzogtum Liegnitz)
- Công quốc Löwenberg (Lemberské knížectví, Księstwo Lwóweckie, Herzogtum Löwenberg)
- Công quốc Loslau [de]
- Công quốc Lüben [de]
- Công quốc Münsterberg (Minstrberské knížectví, Księstwo Ziębickie, Herzogtum Münsterberg)
- Công quốc Namslau [de]
- Công quốc Nysa (Niské knížectví, Księstwo Nyskie, Herzogtum Neisse)
- Công quốc Oels (Olešnické knížectví, Księstwo Oleśnickie, Herzogtum Oels)
- Công quốc Ohlau [de]
- Công quốc Opole (Opolské knížectví, Księstwo Opolskie, Herzogtum Oppeln)
- Công quốc Opole và Racibórz
- Công quốc Oświęcim (Osvětimské knížectví, Księstwo Oświęcimskie, Herzogtum Auschwitz)
- Công quốc Prudnik (Prudnícké knížectví, Księstwo Prudnickie, Herzogtum Prudnik)
- Công quốc Pless (Pštinské knížectví, Księstwo Pszczyńskie, Herzogtum Pless)
- Công quốc Racibórz (Ratibořské knížectví, Księstwo Raciborskie, Herzogtum Ratibor)
- Công quốc Racibórz và Opava [pl] (Ducatus Ratiboria et Oppaviensis)
- Công quốc Racibórz và Krnov [pl] (Ducatus Ratiboria et Carnovia)
- Công quốc Rybnik [de]
- Công quốc Siewierz (Seveřské knížectví, Księstwo Siewierskie, Herzogtum Sewerien)
- Công quốc Sprottau [de]
- Công quốc Steinau [de]
- Công quốc Strehlitz [de]
- Công quốc Świdnica (Svídnické knížectví, Księstwo Świdnickie, Herzogtum Schweidnitz)
- Công quốc Teschen (Księstwo Cieszyńskie, Knížectví těšínské, Herzogtum Teschen)
- Công quốc Tost [de]
- Công quốc Troppau (Vévodství opavské, Księstwo Opawskie, Herzogtum Troppau)
- Công quốc Wohlau [de]
- Công quốc Wrocław (Vratislavské knížectví, Księstwo Wrocławskie, Herzogtum Breslau)
- Công quốc Zator (Zatorské knížectví, Księstwo Zatorskie, Herzogtum Zator)
- Công quốc Żagań (Zaháňské knížectví, Księstwo Żagańskie, Herzogtum Sagan)

Ngoài ra còn có các công quốc nhỏ khác: Buchwald, Coschok, Goldberg, Grottkau, Grünberg, Hirschberg và Parchwiz.